# هاري بيري
هاري بيري (7 مارس 1895 - 28 فبراير 1961 في المملكة المتحدة) (بالإنجليزية: Harry Perry)‏ هو لاعب كريكت بريطاني (وحمل سابقاً جنسية المملكة المتحدة لبريطانيا العظمى وأيرلندا). لعب مع نادي مقاطعة ورسسترشاير للكريكيت ‏.

## وصلات خارجية
- هاري بيري على موقع إي آس بي آن كريك إنفو (الإنجليزية)